# Церковь Святого Юрия (Яворов)

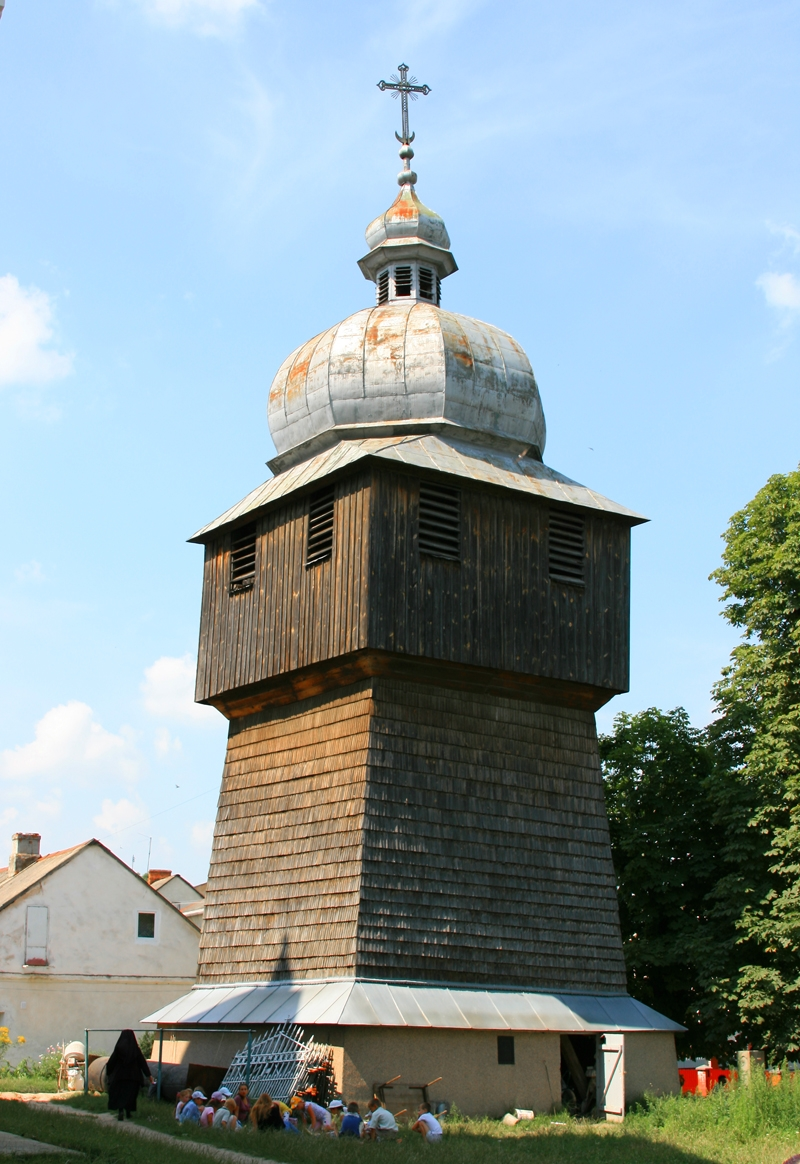
Колокольня Юрьевской церкви (построена в 1764 году)

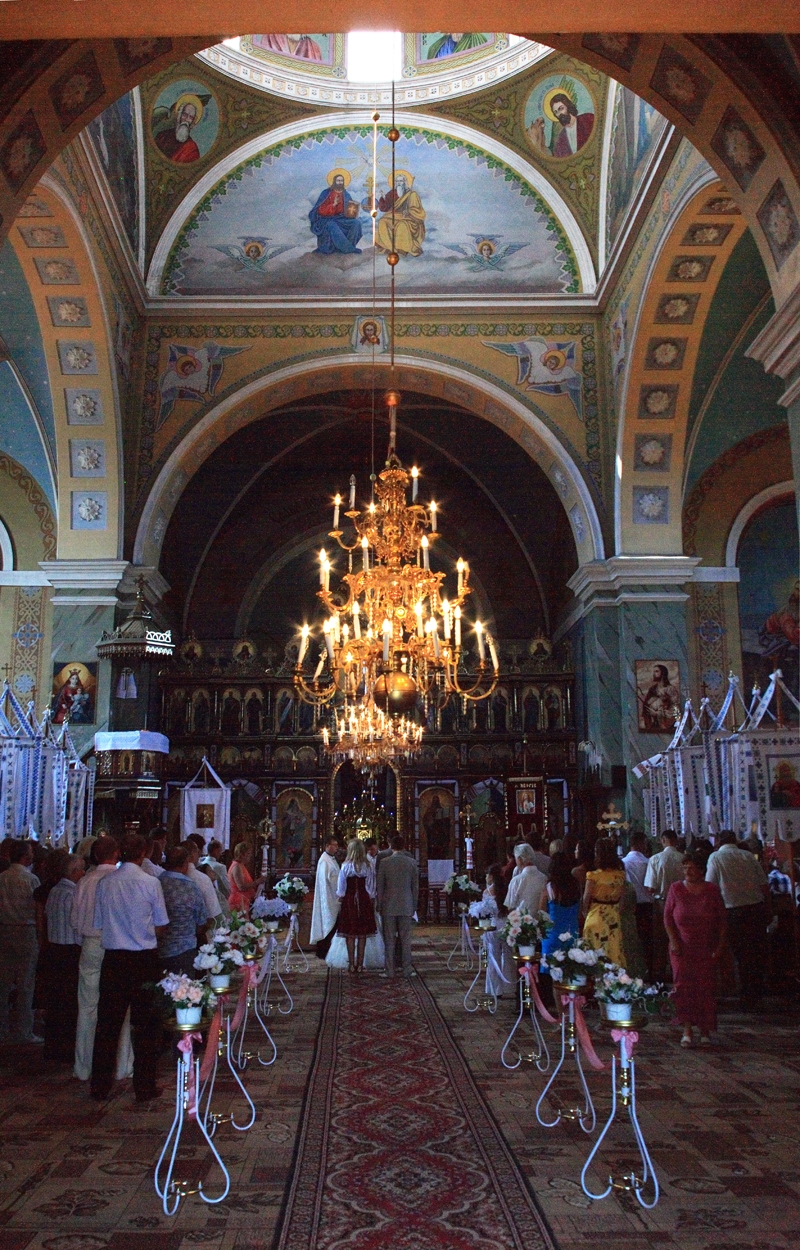
Интерьер церкви Святого Юрия

Це́рковь Свято́го Ю́рия — культовое сооружение в Яворове (Львовская область), принадлежит общине УГКЦ. При церкви находится деревянная колокольня 1764 года, памятник архитектуры.

## История
Деревянная Юрьевская униатская церковь была построена в 1744 году на месте ещё более старого деревянного храма. В 1749 году храм наделил дополнительной привилегией Ян Кароль Мнишек, владелец Яворова. В 1764 году к западу от церкви построили колокольню с открытой галереей, покрытую куполом, а церковный двор окружили деревянной изгородью. В начале ХІХ ст. в результате политики секуляризации, которую проводило австрийское правительство, церковь Святого Юрия стала единственным приходом в городе. Ей подчинялись дочерние храмы Успения и Рождества Богородицы. В 1822 году проводился ремонт сооружения, к нефу пристроили боковые объёмы и сооружение стало крестовым в плане.
В 1887 году прихожане решили выстроить новую церковь. 25 мая 1899 году первый камень новой церкви освятил перемышльский епископ Константин Чехович.
Проект новой пятикупольной церкви, выполненный архитектором Василием Нагорным в 1899 году, основывался на мотивах собора Святой Софии в Константинополе. Здание строилось мастерами из Вены. В 1902 году было завершено строительство церкви и реставрация колокольни.
В советские времена храм передали Русской православной церкви, с 1990 года — общине УГКЦ.